# Hà Nội 12 ngày đêm
Hà Nội 12 ngày đêm là một bộ phim điện ảnh của Việt Nam, với mục đích cố gắng khắc họa bối cảnh cuộc chiến đấu chống tập kích bằng máy bay B-52 đánh phá thủ đô Hà Nội và một vài tỉnh lân cận trong chiến dịch Linebacker II (18 - 30/12/1972).

## Nội dung
Tháng 12 năm 1972, Chính quyền Hoa Kỳ dưới thời Tổng thống Richard Nixon thực hiện Chiến dịch Linebacker II - một kế hoạch dùng máy bay ném bom chiến lược hạng nặng Boeing B-52 Stratofortress ném bom Việt Nam Dân chủ Cộng hòa. Nhà báo Ngân Hà và bác sĩ Thủy Tiên là đôi bạn thân, họ kết bạn với một nữ phóng viên người Pháp tên Lily, người đến Hà Nội để viết báo về cuộc chiến tại Việt Nam. Bên phía Không quân Mỹ, họ bắt đầu tuyển chọn những phi công giỏi nhất để điều khiển B-52 và thực hiện phi vụ ném bom Hà Nội, Hải Phòng. Quân đội Nhân dân Việt Nam đã được Liên Xô viện trợ tên lửa S-75 Dvina (tên ký hiệu của NATO: SA-2 Guideline) để chống lại máy bay Mỹ. Người dân thủ đô được kêu gọi di tản đến nơi khác để an toàn hơn, tuy nhiên một số người đã chọn ở lại. Đêm đầu tiên (đêm 18/12/1972), máy bay Mỹ bắt đầu oanh tạc, bộ đội tên lửa Việt Nam đã bắn rơi tại chỗ hai chiếc B-52, vài đêm sau bắn rơi thêm vài chiếc nữa, gây ra cú sốc cho quân Mỹ. Những phi công Mỹ sống sót nhảy dù xuống mặt đất đều bị lực lượng dân quân tự vệ bắt giữ và giao cho bộ đội.
Một đơn vị pháo cao xạ được cử đến khu vực cầu Long Biên để bảo vệ nơi này khỏi những chiếc máy bay tiêm kích Mỹ. Nguyễn Thắng là chỉ huy đơn vị pháo cao xạ và cũng là người đem lòng yêu Thủy Tiên. Nguyễn Thắng đã cầu hôn Thủy Tiên khi cả hai đi dạo bên bờ sông Hồng. Tuy nhiên chiến tranh khốc liệt đã sớm cướp đi hạnh phúc của cặp đôi này, Bệnh viện Bạch Mai bất ngờ bị ném bom khiến Thủy Tiên hi sinh. Cô giáo Hiền đi đường xa tìm chồng là Tiểu đoàn trưởng tên lửa Đặng Nhân. Đêm đó hai vợ chồng được ngủ bên nhau, họ chia sẻ về dự định có con trong thời gian tới. Trong trại giam, những tù binh phi công Mỹ được đưa ra thẩm vấn, họ đã khai ra những thông số của B-52, cách điều khiển B-52 và mục tiêu ném bom của họ.
Trong một vụ ném bom khác, Ngân Hà bị mắc kẹt dưới tầng hầm của ngôi nhà, đống đổ nát đã chặn lối ra, nước tràn vào làm ngập tầng hầm, cô gào thét kêu cứu trong tuyệt vọng nhưng bên ngoài không ai nghe thấy. Đến sáng, xác của Ngân Hà mới được phát hiện, cô đã chết trong làn nước giá lạnh. Trong một trận chiến trên không, anh chàng phi công Trần Đại đã liều lĩnh lái chiếc tiêm kích Mikoyan-Gurevich MiG-21 của mình lao thẳng vào một chiếc B-52 sau khi đã phóng cả 2 tên lửa K-13 nhưng chỉ 1 quả trúng cánh trái của chiếc B-52 khiến cho nó bị thương (đây là chi tiết dựa trên sự kiện có thật của phi công Vũ Xuân Thiều). Năm 1973, Hiệp định Paris được ký kết, các tù binh phi công Mỹ được trả về nước. Đặng Nhân không may đã hi sinh trong trận chiến khi máy bay Mỹ đánh bom vào tổ hợp tên lửa, anh bỏ lại người vợ trẻ và không thể thực hiện kế hoạch cùng cô sinh con. Chiến tranh đã đi qua nhưng nó để lại nhiều đau thương và mất mát. Trong suốt cuộc chiến tranh Việt Nam, lực lượng phòng thủ Hà Nội đã bắn hạ tổng cộng 15 chiếc B-52, gây chấn động với Hoa Kỳ cũng như toàn thế giới.

## Diễn viên
| Diễn viên       | Vai diễn                   |
| --------------- | -------------------------- |
| Quốc Tuấn       | Tiểu đoàn trưởng Đặng Nhân |
| Hoàng Nhật Mai  | Cô giáo Hiền               |
| Xuân Tùng       | Phi công Trần Đại          |
| NSƯT Chiều Xuân | Nhà báo Ngân Hà            |
| Mai Thu Huyền   | Bác sĩ Thủy Tiên           |
| Lê Trung Cương  | Trung úy Nguyễn Thắng      |
| Hoàng Thế Bình  | Tư lệnh Lê Văn             |
| Dũng Chi        | Thiếu tướng Phạm Thái      |

- Duy Hậu... Trung đoàn trưởng Nguyễn Bình
- Mạnh Đạt... Chính ủy Hoàng Phong
- Eva Zvarova... phóng viên Lily
- Damion Maskery... phi công B-52 Thomas
- Clenn Mc Veigh... Chuẩn tướng Không quân Mỹ Jiron Johnson
- Nhà văn Kim Lân... cụ lang Tâm
- Vĩnh Xương... Đức
- NSND Trần Tiến... nhà văn Phan
- NSƯT Phạm Bằng... họa sĩ Bùi
- Nhạc sĩ Phó Đức Phương... nhạc sĩ Trọng
- Trần Đức... chủ quán cà phê Lân
- NSND Trung Anh... gã mặt sẹo
- Quốc Trị... Tiểu đoàn trưởng Quân
- Cát Trần Tùng... Vũ Cường
- NSND Trung Hiếu... thợ quay phim Trọng Nghĩa
- Đặng Văn Bảy... Tiểu đoàn trưởng Nguyễn Lăng
- Nguyễn Ngọc Thư... xã đội trưởng
- Huy Công... lão dân quân

## Lịch sử
Bộ phim lấy đề tài chiến tranh Cách mạng và đã giới thiệu được nghệ thuật làm phim cổ điển Việt Nam. Hà Nội 12 ngày đêm được thể hiện rất công phu với mục đích tái hiện một phần trận Điện Biên Phủ trên không - một cuộc chiến đấu ác liệt của nhân dân Hà Nội chống lại cuộc tập kích chiến lược bằng máy bay B-52 của đế quốc Mỹ vào cuối tháng 12 năm 1972, buộc Chính phủ Hoa Kỳ phải ký Hiệp định Paris đem lại hòa bình ở miền Bắc Việt Nam.
Nghệ sĩ Nhân dân Bùi Đình Hạc nói về bộ phim của mình: "Chúng tôi muốn khán giả nước ngoài biết được con người, dân tộc Việt Nam trong chiến tranh. Những con người đã sống và chiến đấu cho độc lập tự do của đất nước mình như thế nào... Hi vọng lớn nhất của chúng tôi là người nước ngoài sẽ hiểu và đồng cảm với mình, nếu được như vậy thì đã là thành công của bộ phim!".

## Hậu trường

### Kỹ xảo
Đội ngũ viết kịch bản khá hùng hậu gồm Thiên Phúc, Hồ Phương, Hữu Mai, Chu Lai và Nguyễn Thị Hồng Ngát đã xây dựng một bản anh hùng ca đan xen những tình tiết lãng mạn trữ tình. Đây là bộ phim truyện đầu tiên của Việt Nam được đầu tư lớn với những cảnh quay sử dụng kỹ xảo vi tính, âm thanh vòm lập thể, tạo hiệu quả hoành tráng.
Tuy có kinh phí đầu tư khá lớn và làm hậu kỳ ở Úc nhưng khi được công chiếu phim Hà Nội 12 ngày đêm vẫn bị chê là kỹ xảo cháy nổ còn giả tạo 12 phút kỹ xảo cảnh máy bay B-52 cháy trên bầu trời Hà Nội có hiệu quả không được như mong muốn, những người làm phim thêm một lần thất vọng vì đã trót "ném tiền qua cửa sổ".
Có kinh phí 7 tỷ, bộ phim này mang một tham vọng to lớn là thể hiện lại trận "Điện Biên Phủ trên không" một cách hoành tráng nhưng bộ phim được quảng cáo là "chân thực, hoành tráng, xúc động" này chỉ được chiếu vài buổi lấy lệ và biến mất khỏi các rạp như máy bay B-52 biến mất khỏi bầu trời Hà Nội. Phim không để lại ấn tượng nào về mọi mặt từ nội dung đến hiệu quả hình ảnh trong khi vài ba cảnh kỹ xảo cháy nổ thô vụng như trò chơi điện tử cũng không thể cứu vớt cho một cốt truyện cũ mèm với lối thể hiện sáo mòn.
Bùi Đình Hạc cho rằng:
"Hà Nội 12 ngày đêm là bộ phim đầu tiên của Việt Nam cần làm kỹ xảo vi tính. Đầu năm 1999, Hội đồng liên Bộ đồng ý cấp kinh phí cho Viện kỹ thuật mua máy quay Silicon Graphic để phục vụ làm kỹ xảo. Nhưng cuối năm đó, Viện kỹ thuật trả lời Bộ là không làm được. Nhân chuyến thăm của Đoàn điện ảnh Trung Quốc tại Việt Nam, Hãng phim truyện Việt Nam cử tôi sang Trung Quốc tìm cơ sở làm kỹ xảo. Nhưng Hãng phim Thượng Hải đòi cái giá cao ngất, hơn 2 tỷ đồng nên tôi từ chối. Sau đó, đoàn làm phim nhờ một số bạn bè giới thiệu với Trường điện ảnh Úc. Ông hiệu trưởng của trường rất nhiệt tình giúp đỡ, với tiêu chí "toàn bộ tiền sử dụng máy móc nhà trường sẽ miễn phí, phía Việt Nam chỉ phải trả 600 triệu đồng cho các cán bộ làm kỹ thuật và trong thời điểm cách đây dăm bảy năm, khi Việt Nam còn chưa xuất hiện đơn vị có khả năng làm kỹ xảo nào, tôi đành chọn giải pháp này."
Khởi quay từ năm 1997, đến tháng 4 năm 1999 thì xong tất cả các cảnh ở Việt Nam, nhưng phải chờ làm kỹ xảo vi tính và âm thanh nên phải đến năm 2002 mới ra mắt. Đạo diễn Bùi Đình Hạc xúc động nói: "Để làm được phim này, chúng tôi gặp rất nhiều khó khăn. Để diễn tả lại cuộc chiến đấu giữa MiG-21 và B-52 thì phải có các cảnh quay trên không. Bối cảnh phim lớn như vậy không thể không quay kỹ xảo vi tính. Chỉ có 3 phút 38 giây kỹ xảo cảnh máy bay B-52 dàn trận đánh phá Hà Nội đã ngốn hết 620 triệu đồng !".

### Diễn viên
Ngoài dàn diễn viên chính như Chiều Xuân, Quốc Tuấn, Xuân Tùng, Mai Thu Huyền, Hoàng Nhật Mai, các nghệ sĩ trái nghề như nhà văn Kim Lân, nhạc sĩ Phó Đức Phương cũng tham gia diễn xuất. Trên nền chiến tranh khốc liệt, xen giữa những sự kiện lịch sử nóng bỏng là hình ảnh Hà Nội thanh bình giữa giai điệu Suối mơ của cố nhạc sĩ Văn Cao, giữa những cuộc chuyện trò của giới nghệ sĩ trong quán cà phê Lâm nổi tiếng. Chỉ giây lát sau là cảnh đoàn máy bay B-52 mang theo hàng nghìn tấn bom lao xuống như muốn xé nát bầu trời đêm Hà Nội. Những con người bình dị, kiên cường như tiểu đoàn trưởng tên lửa Đặng Nhân, phi công Trần Đại, chỉ huy pháo cao xạ bảo vệ cầu Long Biên Nguyễn Thắng, nữ ký giả Ngân Hà và nữ bác sĩ Thủy Tiên... đã bỏ lại sau lưng những tình cảm riêng tư, những đau thương mất mát để dốc mình cho cuộc chiến đấu.
Tuy nhiên, bộ phim vẫn còn một số tình tiết chưa đạt, kết cấu của phim còn rời rạc, cứng nhắc. Đạo diễn đã quên giới thiệu mối quan hệ của các nhân vật chính trong phim, mà khán giả chỉ thấy họ lo lắng, cười nói, trao đổi với nhau. Có những cảnh quay thừa như đoạn nhà báo Ngân Hà và bác sĩ Thủy Tiên cùng ngắm hoa lan, cảnh anh chỉ huy pháo cao xạ cùng người yêu dạo chơi bên sông Hồng... Chưa kể có những tình tiết làm không kỹ gây phản cảm như trong không khí tưng bừng khi ta vừa bắn rơi một B-52 thì lại có một giọng nam ẻo lả reo lên: "Bắn trúng rồi, thật mà...", hay trong không khí trang nghiêm của buổi lễ Noel năm 1972 lại vang lên một giọng cha xứ não nuột... Phim dài gấp rưỡi những bộ phim bình thường nên tạo cảm giác nặng nề cho người xem.
Dù sao, Hà Nội 12 ngày đêm là một trong những bộ phim được sản xuất công phu và cũng có bề dày thành tích đáng kể. Năm 2002, bộ phim đã đoạt Giải khuyến khích của Hội Điện ảnh Việt Nam dành cho kịch bản phim truyện xuất sắc nhất (tức là trước cả khi đóng máy).
Năm 2003, bộ phim đã được giới thiệu tại nhiều Liên hoan phim có uy tín như LHP Fukuoka - Nhật Bản (đây là lần đầu tiên Hà Nội 12 ngày đêm được trình chiếu ở nước ngoài), LHP châu Á - Thái Bình Dương lần thứ 48 tại Iran và LHP Quốc tế Cairo lần thứ 27. Đây cũng là một trong những lý do Cục Điện ảnh quyết định gửi bộ phim này tham dự LHP Các nước không liên kết.

## Giải thưởng
- 2003 - Giải khuyến khích thể loại phim truyện nhựa Giải Cánh diều lần thứ I

## Lời thoại thú vị
- Lily lại xem rùa nổi kìa! / Vậy chắc rùa nổi để báo hiệu hòa bình sắp được lập lại ở Việt Nam... (phân cảnh nhà báo Ngân Hà và phóng viên Lily)
- ... dường như không phải các bạn Việt Nam mà chính chúng tôi - những người nước ngoài - mới là đối tượng mong chờ hòa bình nhất!? (phân cảnh phóng viên Lily) / Ồ, dân Việt Nam chúng tôi không "hiếu chiến" như thế đâu!" (phân cảnh nhà văn Phan)
- Hà Nội có ba đặc sản, đó là tranh của họa sĩ Bùi, nhạc của nhạc sĩ Trọng và văn của tôi! (phân cảnh nhà văn Phan)
- Cấp trên hứa sẽ thưởng to cho các Đồng chí, đổi một bê lấy một bò! (phân cảnh Tư lệnh Lê Văn)
- Này này, muốn chết hả? Xuống hầm ngay! / Tôi là quay phim, dẫu có chết cũng phải ghi lại được cảnh Hà Nội bắn cháy B-52.... / Ừ, vậy thì lên đi! À, cầm lấy cái mũ sắt của tớ mà đội......Này, tẹo nữa xuống nhớ trả tớ cái mũ nhé!... (phân cảnh nhà quay phim Trọng Nghĩa)
- A, thế là tiểu đoàn ta xơi được bò của ông Văn rồi! (phân cảnh tiểu đội radar hướng dẫn tên lửa bắn rơi B-52)
- Các anh có biết rằng, chỉ một cái nhấn nút thôi thì có bao nhiêu sinh linh vô tội phải chết không? (phân cảnh nhà báo Ngân Hà phỏng vấn tù binh phi công Mỹ)